# 洛哈 (厄瓜多爾)

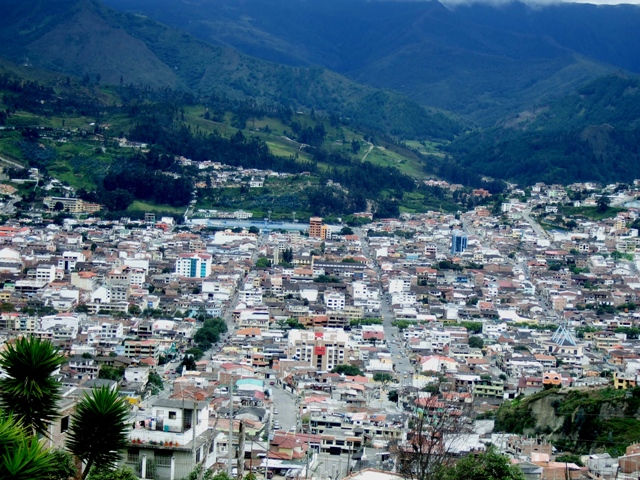

洛哈（西班牙語：Loja）是厄瓜多爾的城鎮，也是洛哈省的首府，位於該國南部，距離首都基多640公里，面積44平方公里，海拔高度2,060米，每年平均降雨量892毫米，2010年人口約185,000。

## 外部連結
- Loja Area Map （页面存档备份，存于）
- https://web.archive.org/web/20141219035251/http://www.lojanos.com/ (Spanish) Lojanos.com - Virtual community of Loja （西班牙文）
- Official page of Loja municipality （西班牙文）
- .   [2008-12-21]. （原始内容存档于2018-08-25）.
- www.cronica.com.ec （页面存档备份，存于）